# エロ劇画誌
エロ劇画誌（エロげきがし）は、成人向け漫画（いわゆる「エロ漫画」）の一種である「エロ劇画」を中心に掲載する雑誌のことである。2010年代まではコンビニやスタンドに売られている代表的なエロ本の1つであった。官能劇画誌や三流劇画誌ともいう。

## 概説
成人男性に対して性的な興奮を喚起すべく、ポルノグラフィの要素を前面に出した漫画（いわゆる「エロ漫画」）を中心に掲載する雑誌である。体裁としては「成人向けマンガ雑誌」であり、ほとんどはA4中綴じ。主たる内容は漫画で、その画風はあくまでも劇画である。普通は表紙の後ろにヌードグラビアが入る。また、巻末にギャグマンガが入るケースも多い。
「劇画」は、1960年代から1970年代にかけては若者の最先端のムーブメントであり、「エロ劇画誌」が誕生した1970年代前半には読み手も描き手も10代後半から20代にかけての若者が多かった。とりわけ「エロ劇画」は、内容は劇画調でエロが含まれていれば何でもよく、ある意味では間口は広かったことから、若い漫画家による新しい感覚の作品が多数発表され、1970年代後半には「エロ劇画ブーム」を生み出した。基本的には低俗なものと見なされており、「三流劇画誌」の異名を取ったが、ここから巣立って一般誌で活躍した漫画家も少なくない。あるいは、後に作家や映画監督など異分野のクリエーターとして活躍した者もいる。
ブームの最盛期である1970年代末から1980年代初頭にかけては、乱立したエロ劇画誌の紙面を埋めるためにエロくない漫画も掲載されたが、そこに混じって「一流劇画誌」では評価されない作家性の強い漫画家の作品も多数掲載され、「漫画ニューウェーブ運動」の一翼を担った。
また、この手の雑誌には必ず、エロ要素を含まない四コマ漫画等のショートギャグマンガが掲載されており、ここを舞台に活躍し、あるいは一般誌へ巣立った者もいる（蛭子能収、いがらしみきお等）。
ジャンルの全盛期は1970 - 1980年代であったが、1980年代初頭の「ロリコン漫画ブーム」に押される形で、若者向けの最先端メディアとしての地位を譲ることになる。1990年代以降は中高年以上の世代向けの読み捨てメディアに堕したことから、漫画史において特筆される作品は存在せず、まともな論考は少ない。読者層の高齢化により、2000年代以降は衰退しており、2020年代以降は読者の寿命により、極めて少数派となっている。

## 歴史

### 前史

#### 「おとな漫画誌」の誕生（1950年代後半）
1960年代まで、大人向けの漫画と子供向けの漫画が明確にジャンル分けされていた。当時「大人向けの漫画」とされたのは、戦前の漫画集団の系譜を継ぐ古典的な1コマ漫画で、漫画史においては「おとな漫画（大人漫画）」と呼ばれる。（一方、子供向けの漫画は「こども漫画」と呼ばれ、これが現代まで続く漫画の本流となっている）
「おとな漫画」は、大人向けの総合誌や新聞などに掲載されていたが、1950年代後半の「週刊誌ブーム」に乗り、「おとな漫画」だけを掲載した雑誌が多く創刊される。主要な雑誌としては、『土曜漫画』（土曜漫画社、1956年創刊）『週刊漫画TIMES』（芳文社、1956年創刊、通称『週漫』）などがある。「おとな漫画」とはいうものの、あくまで雑誌であり、新聞に掲載されるような高尚なものではない。文藝春秋社の正統派「おとな漫画」雑誌である『漫画読本』（1954年創刊）でも性的な描写が見られた。
『漫画読本』は別格として、1950年代後半当時の「おとな漫画誌」は、「おとな漫画」を主体としつつ、実話記事、エログラビアなどで構成される低俗な雑誌で、当時この手の雑誌の調査に当たっていた内閣官房内閣調査室の分類では「第二官能娯楽誌」に分類された。『アサヒ芸能』や『週刊大衆』のような当時の一流低俗雑誌（第一官能娯楽誌）とは違い、一応（準）週刊誌の体裁を整えているだけで、終戦直後のカストリ雑誌の延長線上にあり、いつ潰れてもおかしくない「泡沫」のような雑誌だと1959年当時の内調は考えていた。『土曜漫画』1963年4月26日号が発禁を食らうなど、「わいせつ物」としてたびたび規制を食らった（もっとも、当時は規制が厳しく、当時の三大中間誌の『週刊新潮』あたりも有害指定を食らっている）。1959年当時、この手の二流低俗雑誌の最大手であった『週漫』は25万部の発行部数があった。
1950年代に創刊された泡沫漫画雑誌のうち、『週漫』は生き残った。『週刊漫画TIMES』（通称『週漫』）、『週刊漫画サンデー』（実業之日本社、1959年創刊、通称『マンサン』）、『漫画娯楽読本』（日本文芸社、1964年創刊、通称『ゴラク』）が、1960年代当時の3大「おとな漫画雑誌」である。『漫画娯楽読本』は、その名の通り『漫画読本』の亜流雑誌で、実力派漫画家を揃えつつも成人男性向け「娯楽誌」として創刊当時から「女」「ギャンブル」「ゼニ」「キンタマ」「SEX」などを前面に出した「娯楽」記事が大量に掲載された雑誌だった（そのためか、当時のマンサン編集長の峯島正行が手塚治虫を軸として大人漫画の時代を振り返った著書『回想 私の手塚治虫』では、『文春漫画読本』『漫画読売』『週漫』『マンサン』が取り上げられ、『ゴラク』は無視されている。一方、「おとな漫画」の退潮に伴い『文春漫画読本』は早期に廃刊し、現実に戦後漫画史を背負ったのは『ゴラク』の方である）。
これらの「おとな漫画誌」が想定した読者層は、『週漫』のキャッチコピー「一週間をユカイに生きる！」に端的に現れているように、一週間単位で生活して月単位で給料をもらう、俸給生活者（サラリーマン）である。そして彼らはそれなりの教養があり、社会的地位もあった。従って「おとな漫画誌」は下品な「お色気漫画」が掲載されている低俗な雑誌とはいえ、ある程度の格式があり、読むうえでも一定の教養を要求された。また、執筆する漫画家は、新聞・テレビなどでも活躍する者が多く、彼らは社会的地位が高く、プライドも高かった。
時代は高度成長期に差し掛かり、サラリーマンが戦後の大衆の主流となりつつあったが、一方でその日暮らしの労働者は社会の底辺でもがいていた。そうした労働者や学生が「エロ劇画」を生み出す直接の母体となった貸本劇画の消費層である。読者層の社会的地位は低く、貸本劇画の社会的評価や執筆する漫画家の社会的地位も低かった。

#### 「青年劇画誌」の誕生（1960年代後半）
劇画そのものの歴史は1950年代後半の貸本屋向け漫画（貸本漫画）に始まる。ディフォルメされた画風・作風の「漫画」に対して、よりリアルで映画的な描写を求める当時の若者のニーズに応えたものである。当初はそれほどエロチックなものはなかったが、1960年代には「劇画」の表現技法の発達により肉体を強調した作品が増え始める。
1960年代後半には「劇画ブーム」が起き、『漫画アクション』（双葉社、1967年創刊）、『ヤングコミック』（少年画報社、1967年創刊）、『ビッグコミック』（小学館、1968年創刊）に代表される「青年劇画誌」の創刊ラッシュとなった。エロい表紙の物が多く、特に『漫画アクション』の表紙を担当したモンキー・パンチの絵はかなりエロかった。
劇画の人気とおとな漫画の退潮を受け、前述の「おとな漫画誌」にも劇画が増え始める。例えば前述の『漫画娯楽読本』は、売れ行き不調のため劇画誌を志向し『漫画ゴラクdokuhon』（1968年）に誌名を変更。やはり『漫画アクション』を手本としたようで、同年より連載を開始した松本零士のエロSF漫画『セクサロイド』が当たり、大人漫画も何本か掲載されているものの、完全に劇画がメインとなった。当時の『ゴラク』の表紙を担当した松本零士の絵は、おっぱいがモロで非常にエロかった。ただし、松本零士が大きな影響を及ぼしたのはエロ劇画の「次」の世代であり、この時期の『ゴラク』でエロ劇画史的に重要な作家は歌川大雅や笠間しろうの方である。歌川大雅は1950年代には「岡友彦」の名で絵物語やイラストを描いていたが、1960年代になると「歌川大雅」を名乗って青年劇画誌や実話誌など様々なメディアでいかがわしい漫画やイラストを描いていた（一峰大二や桑田次郎の師匠としても知られている）。歌川大雅は「劇画」というジャンルが確立する以前（絵物語と劇画・漫画との区別が不明瞭な時代）からエロ漫画的なものを描き、当時のエロ劇画的な表現はほとんど彼一人によって展開されていたことから、エロ漫画史家の米沢嘉博は、歌川大雅こそが「エロ劇画の大いなるルーツ」だとみなしている。
なお、ハイティーン以上の青年が「劇画」を読んでいたのに対し、ローティーン以下の少年は「こども漫画」を読んでいた。当然ながらエロい漫画に人気が集中した。これは当時「ハレンチ漫画」と呼ばれたジャンルである。特に『週刊少年ジャンプ』（集英社）に連載された永井豪『ハレンチ学園』（1968年-）の人気は絶大で、1970年には「ハレンチ漫画追放運動」がおこるほどだった。

#### 「エロ実話誌」の誕生（1960年代）
1950年代より以前、週刊誌を発行できる体力があるのは新聞社だけだと考えられていたが、新潮社が1956年に創刊した『週刊新潮』は大成功を収め、出版社にも週刊誌が発行できると証明された。これをみた出版社が1950年代後半から1960年代にかけて次々と週刊誌を創刊し、週刊誌ブームとなった。
新潮社とは比較にならない中小出版社が出した週刊誌というと、大概は戦後のカストリ雑誌の流れを汲む「実話」読み物的なものが主体で、「実話」と言っても全部でたらめのエロ雑誌である（いわゆる「実話誌」）。しかし、これまでのカストリ雑誌のエロ本が月刊総合誌のフォーマットを取っていたのに対し、週刊誌ブーム以降のエロ本は週刊誌のフォーマットを取るようになったのが画期であった。編集方針も週刊誌のそれに準じたものになる。
1960年代半ばにはオフセット印刷の普及に伴い、中身にエログラビア写真が増加。過当競争に伴い、表紙は次第に過激化した。
このような実話誌には、でたらめの実話記事に混じっていくつか艶笑的な大人漫画が掲載されていた。いわゆる「お色気漫画」で、そのほとんどは単なる紙面の穴埋めのゴミみたいな漫画であったが、劇画ブームを経た1970年代に入ると劇画や劇画調イラストも増え始める。実話誌の低俗記事をそのまま劇画にしたような作品が主だった。時代は青年劇画誌ブームなので、実話誌からの派生として、そのような劇画だけを集めた雑誌も多数創刊されたが、ゴミみたいな劇画を集めて雑誌にしても、一流青年劇画誌のように読者のハートをつかむことはできず、ほとんどは1年もたずにすぐに廃刊になった。そんなゴミみたいな雑誌の一つが、KKベストセラーズから1973年3月に創刊された『漫画ベストセラー』であった。『漫画ベストセラー』は売れ行き不振に伴い、1974年3月より『漫画エロトピア』へと改題リニューアルし、エロ劇画誌の歴史がここから始まる。

#### 「お色気漫画」の衰退と「エロ劇画」の隆盛（1960年代末-1970年代初頭）
「お色気漫画」（「ピンク漫画」「艶笑漫画」とも）とは、「おとな漫画」のサブジャンルの一つで、小島功や富永一朗などが代表的なクリエーターである。1950年代後半の最大手「官能娯楽誌」である『アサヒ芸能』に連載された、小島功『仙人部落』（1956年-）などは、そのエロさから1963年には日本初の深夜アニメ化もされる大ヒット作となったが、画風はやはり「大人漫画」だった。当時の「大人漫画」の代表的クリエーターである横山泰三は、カストリ雑誌『ホープ』（実業之日本社）1950年8月号に掲載された、皇居前広場でアオカンに興じる人々の姿を描いた『噂の皇居前広場』（1950年）が「わいせつ画」として戦後漫画史上初の発禁を食らっているが、画風はやはり「大人漫画」であり、アレをリアルに描いたハードなものではなかった。1960年代までは、このような漫画が、分別のあるいい大人が読む一般的な「エロ漫画」とされていた。
しかし1960年代後半に「劇画ブーム」が起き、「劇画」が「おとな漫画」と「こども漫画」の間を埋める形で、境目が曖昧になりつつあった。当時の「劇画」の読者であった「青年」層は大人になっても「大人漫画」なんか読まず、普通にそのまま「劇画」を読んでいた。なんせ「劇画」はリアルでエロかった。
官能性の強い劇画を、読み手あるいは描き手として支持したのは、当時の「青年」で、読者層は特に高校生と浪人生が多かったという（なお、ここで言う「青年」とは一般名詞ではなく、戦後漫画史における「用語」である。平成時代以降は一般的に『ヤングマガジン』あたりを「青年誌」と呼んでいるのでややこしくなっているが、1970年代から1980年代までは、おとな漫画の延長として創刊された「大人漫画誌」と、貸本劇画の延長として創刊された「青年誌」と、こども漫画の延長として創刊された「ヤング誌」の区分が自明のものとして存在する。2020年代の現在、「青年誌」の代表である『ビッグコミック』の読者層が60代を超えているように、時代が下るごとに「青年」の指す年齢はそのまま持ち上がるので注意）。1970年ごろまで漫画界の頂点にいた漫画家の職能集団「漫画集団」の幹部として、当時最も権威のある漫画賞だった文藝春秋漫画賞の選考委員を務めていた横山泰三は、1970年度の文春漫画賞の選者講評において、「今はエロ、劇画の全盛で、絵もろくに描けないやからが、最低の漫画ブームをつくっている。それが若いやつに人気があるというのだから、わしのようなロオトルはもうだまっているしかない」と激怒した。ちなみに横山は、いずれ「本物の漫画」「一枚ものの高級漫画」の復権が来ると語ったが、結局「大人漫画」というジャンルは「劇画ブーム」に押される形で、この新興のムーブメントに「大人向け漫画」としての地位を譲り、読み手・描き手の寿命とともにそのまま衰退して消滅した。

#### オルタナ系漫画誌の影響
劇画が官能を含むようになったのは、1960年代以降、虫プロ商事発行の漫画雑誌『COM』（1967年-1973年）などで、漫画が私小説的な色を帯びてきた時期に端を発するという説がある。漫画/劇画が「性」を描けるようになった。そして当時はそのような「実験的」な劇画を発表する場というと『ガロ』か『COM』くらいしかなかったのである。エロ漫画史家の米沢嘉博によると、1970年当時、（「こども漫画」の王道である）手塚治虫系の少年漫画や、（「劇画」の王道である）さいとう・たかを系の劇画による女体の表現は、あくまでストーリーを語るための記号的表現にすぎず、むしろ「エロス」を描き得たのは傍流系の漫画家であるという。エロス表現に優れた傍流系（現代漫画研究においては一般に「オルタナティヴ・コミック」と称される。通称「オルタナ系」）の漫画家である宮谷一彦、青柳裕介、真崎守らをメジャー誌に吸い上げる形で、青年劇画誌のエロス表現は発展していく。特に『COM』でデビューした後に『ヤングコミック』に吸い上げられた宮谷一彦の作品などは、代表作の『肉弾時代』（1976年より『ヤングコミック』誌に連載）から取って「肉弾劇画」と呼ばれるほど、非常に肉感的であった。のちにエロ劇画全盛期を代表するエロ劇画家となる榊まさるは、当時は宮谷一彦のアシスタントをしており、また中島史雄やふくしま政美は『COM』誌の読者投稿コーナーを担当していた「峠あかね」（真崎守の筆名）のアシスタントをしていたなど、エロ劇画黎明期には1960年代末のオルタナ系漫画雑誌の影響が陰に陽に存在する。
『ガロ』や『COM』などのメジャーなオルタナ系漫画誌に発表された、後世の漫画史家にも評価の高い作品だけでなく、劇画と実話の混在した最底辺の官能娯楽雑誌に発表された無名のゴミみたいな作品にも、それはそれで、記号的な表現に堕したメジャー誌の作品にはない「エロス」があった。
上記の「青年劇画誌」「エロ系実話誌」「大人漫画誌」の流れが合流し、エロ劇画をメインとして雑誌が作られるようになったのがエロ劇画誌の起源である。

### 「エロ劇画誌」ブーム（1970年代）

#### 「エロ劇画誌」の乱立（1970年代中ごろ）
1973年（昭和48年）に一般劇画誌として創刊された『漫画ベストセラー』が、1974年1月3・17日合併号をもってリニューアルし、『漫画エロトピア』と改題。沢田竜治や篠原とおるなどの「劇画」に、高信太郎や谷岡ヤスジなどの「ギャグエロトピア（おとな漫画）」で構成される、リニューアル当初も構成だけ見ると他の一般青年劇画誌とそれほど変わらなかった。誌名の印象ほど必ずしもエロに全振りしていたわけではなく、また他の一般青年劇画誌も相応にエロに割り振っていた時期であった。そのため、史上初の「エロ劇画誌」が何かということに関しては議論の余地があるが、『漫画エロトピア』はリニューアル創刊当初より多数のヒット作に恵まれ、当時の「エロ劇画誌」の代表として大きな売り上げがあったこと、「エロ劇画誌」のフォーマットを確立して多数のフォロワーを生んだこと、そして何より『エロトピア』というタイトルから、『漫画エロトピア』こそが最初の官能劇画誌とされる。
『漫画エロトピア』は、1974年2月より原作・滝沢解/作画・ふくしま政美の『女犯坊』が連載。さらに、1975年より原作・岡崎英生/作画・上村一夫の『悪の華』が連載。この2作は、ともに読者に強烈なインパクトを与え、『漫画エロトピア』創刊当初の看板作品となり、売り上げを牽引した。同時期の他のエロ劇画誌は読み切りがメインだったのに対し、『エロトピア』は月2回刊ということもあり、連載漫画を重視していたことが特徴である。
『漫画エロトピア』のヒットを受け、競合する劇画誌『劇画ハスラー』（東京三世社）がこれに追随、1975年には石井隆『パイソン357』を看板に据えた。さらに、同じコンセプトのフォロワー誌が次々と創刊された。『漫画エロジェニカ』（1974年創刊、海潮社）、『漫画大快楽』（1974年創刊、檸檬社）、『漫画ダイナマイト』（1974年創刊、辰巳出版）など、その後2-3年のうちに創刊された雑誌の数は優に20誌を越えた。
『漫画エロトピア』は1975年より横山明によるエアブラシ画を表紙に起用、榊まさるをメイン作家に据え、一気におしゃれな雰囲気になって60万部まで売り上げが跳ね上がった。これを見てエロ劇画誌に参入する会社がさらに増えた。エアブラシで描かれたどぎつい表紙、巻頭にグラビアのヌード、「なまなま号」「ぺろぺろ号」のようなオノマトペを使った下品なアオリ文など、『漫画エロトピア』が次第にエロ劇画誌のフォーマットを確立し、他誌もそれに追随した。1977年がブームのピークで、発売される雑誌は月に100誌を超えた。
当時は連載漫画を単行本にする慣習が一般誌ですら定着しておらず、ましてエロ劇画誌に載った漫画など単行本化されることは期待できなかった。そのため、雑誌が良く売れた。榊まさるや石井隆など人気のある作家は雑誌の増刊として特集号が発売され、さらに売れた。とは言え、『ガロ』などのマニアが買う雑誌とは違い、エロ劇画誌は基本的に若年の肉体労働者がエロ目的で買って読み捨てする雑誌であることから、当時の売れ行きのわりに後世まで現存する数は少ない（ちなみに、マニア受けする雑誌は当時の売れ行きのわりに現存数が多い）。もちろん、何にでもマニアはいるので、1970年代当時からエロ劇画誌マニアはいた。どの雑誌に誰が載っているか解らないうえ、とても全部買うわけにいかないので、マニアは大変だったが、基本的に読み捨て系メディアのため、数か月に一度まとめて捨てられるので、当時の漫画評論家の呉智英によると、学生寮や店員寮の近くのゴミ捨て場を狙うのが良いとのこと（呉曰く「夜間一挙大量取得法」とのこと）。
成立して間もないジャンルで雑誌が急増したことから、掲載される作品のレベルはピンキリだった。エロいのかエロくないのかよくわからない作品も多かった。また、当時は著作権の概念も薄いことから、有名作品のパロディなど、何でもありだった。作者の描きたい物を描いて、申し訳程度にエロを入れている作品や、エロすらない作品もあった。エロ漫画雑誌なのにそんな全くエロくない漫画を載せる、編集方針が滅茶苦茶の雑誌もあった。そのため、1980年前後にデビューした「漫画ニューウェーブ」系の新人漫画家が多数流入した。なんせ、「漫画ニューウェーブ」の代表的雑誌だった『ガロ』は経営がカツカツで原稿料が出なかったので、たとえ「エロ劇画誌」でも漫画を発表できて原稿料が出るだけでありがたかった。特に『エロトピアDX』で執筆していた湊谷夢吉の作品や、『劇画アリス』や『漫画エロス』で執筆していた近藤ようこの作品は漫画マニアを唸らせた。（近藤が当時のエロ劇画誌で執筆した作品群は、後に筑摩書房のちくま文庫に収録されている。そのレベルの作品がドマイナーなエロ劇画誌に載っていたから、マニアは気が抜けなかった。）
『劇画悦楽号』（サン出版）や『漫画ハンター』（久保書店）などは比較的レベルが高く、エロい作品が多かった。『漫画ボン』（少年画報社）や『漫画キック』（一水社）などは一般誌でも描いている作家を多く起用し、安定していた。『漫画エロトピア』は榊まさる、ふくしま政美、上村一夫の3枚看板に加え、下位打線すら山松ゆうきち、沢田竜治、ケン月影など実力派を擁し、頭一つ抜けていた（『女犯坊』のふくしま政美は1976年に『週刊少年マガジン』に吸い上げられ、同誌で『聖マッスル』を連載。そのため『エロトピア』では入れ代わりに、同じく滝沢解の原作で、小森一也『怪物横丁』が連載され、同じくカルト的人気を博した）。あがた有為やケン月影のようなエロ全振りの作家も支持されたが、ひさうちみちおや宮西計三のような作家性の強い漫画家がマニアに支持された。
特に「三流劇画誌」の『劇画ハスラー』などに漫画を掲載していた石井隆の評価は高く、画力はもちろん作家性も飛びぬけていた。それを受け、1975年より「一流劇画誌」の「増刊ヤングコミック」で起用。読者に絶大な人気を博し、ヤンコミの売り上げは跳ね上がった。1975年当時『がきデカ』で有名な人気漫画家だった山上たつひこも、「増刊ヤングコミック」（1975年8月26日号）掲載作『劇画・山上たつひこ』において「榊まさるもすごいが石井隆はもっとすごい」と激賞した。石井隆は1977年より「ヤングコミック」本誌で『天使のはらわた』を連載開始し、さらなる人気を呼び、翌年には『女高生 天使のはらわた』（1978年）として映画化された。
自販機雑誌『劇画アリス』編集長の亀和田武は、『本の雑誌』1978年春号において、石井隆を「つげ義春以来」とまで激賞した。これに対し、梶井純や権藤晋などの漫画評論家から反論が上がったことから、亀和田はさらにアジり「漫画エロジェニカとプレイコミック、さて本質的な意味合いでどちらがランクが上か？」とまで言った（1978年当時、秋田書店の『プレイコミック』は南波健二や甲良幹二郎などを主力とし、『ビッグ』『アクション』『ヤンコミ』のような一流劇画誌より格が落ちる「二流劇画誌」とみなされていた。一方、アニメ化もされた松本零士『宇宙海賊キャプテンハーロック』の人気から、石森章太郎のエロ表紙が目印のプレコミを少年層や腐女子が買い求める異様な事態となっており、同誌にナンセンスギャグ『やけくそ天使』を連載中の吾妻ひでおも同作で「プレコミを少年少女の手から取り戻そう！」と訴えたほどである。結局このアニメ世代が劇画にとどめを刺すことは、当時まだ誰も知らない）。この亀和田をアジテーターとする形で、1978年（昭和53年）に三流劇画ムーブメントが起こった。

#### 三流劇画ムーブメント（1978年）
1978年当時、前田俊夫や羽中ルイなどを擁する『漫画エロトピア』がエロ劇画誌の代表格だった。安定してエロく、バイオレンスもギャグも抜かりなく、労働者が要求する水準を十二分に満たしていた。後続の雑誌には、「もっとエロいもの」を求めて真摯な雑誌も多かったが、単に売れるからと言ってエロ劇画誌に参入した、編集方針の雑な雑誌も多かった。とにかく「エロ劇画誌」ブームなので、いろいろあった。
1977年、エロ劇画誌マニアの川本耕次（当時大学生、1978年にみのり書房に就職して三流劇画誌『官能劇画』の編集者となる。本名の山田博良の名義でも活動）は、漫画批評集団（現在で言う評論系同人サークル）「迷宮'77」発行の批評同人誌『漫画新批評大系』7号（第2期1号）に「三流劇画ミニマップ」と題するエロ劇画誌評論を寄稿した。本論において川本は、旧来の実話誌とは違う新しい感覚を持っていた、『漫画大快楽』『漫画エロジェニカ』『劇画アリス』の3誌に注目した。例えば『エロジェニカ』では『ガロ』系の作家である川崎ゆきおの起用、岸田理生のSF紹介、平井玄のロック論、流山児祥のプロレス論、高取英の少女漫画論などの評論コラムを掲載するなど、この三誌ではエロ劇画誌の固定観念からは離れた自由な誌面が作られていた。
この論評がマスコミで大きな話題となり、「三流劇画ムーブメント」の端緒となった。『漫画大快楽』『漫画エロジェニカ』『劇画アリス』の3誌はマスコミで「エロ劇画御三家」と呼ばれるようになった。『劇画アリス』編集長の亀和田武、『漫画エロジェニカ』編集長の高取英、『漫画大快楽』の小谷哲・菅野邦明らはマスコミにも盛んに登場し、「三流劇画」擁護の論を張った。
亀和田によると、当時の漫画雑誌界にははっきりとした階層があり、一流から三流までが区別される。『ビッグコミック』『ヤングコミック』『漫画アクション』が「一流御三家」であり、それに続く一般漫画誌が二流で、三流がエロ劇画誌（三流劇画）である。ところがここでの一流は内容においてあまりにも保守的で一切の変革を求めない。そして二流三流でデビューし、実力をつけた作家をつまみ食いにしている、と言い、このような状況を打破するためには三流をもって一流にしなければならない、といった主張がなされた。
この時期にはマスコミで「エロ劇画」の特集が増える。1978年8月、大阪のイベント情報誌『プレイガイドジャーナル』（1978年8月号）が三流劇画の特集「三流劇画バトルロイヤル」を組み、亀和田は『官能劇画』編集者の山田博良、『漫画エロジェニカ』編集長の高取英、漫画評論サークル「迷宮'78」とともに気勢を挙げた。1978年9月、日本テレビ系「11PM」が「ピンク劇画」特集を放送し、ピンク劇画編集者（高取英など）、ピンク劇画家（中島史雄、あがた有為など）、ピンク劇画評論家（村上知彦）、ピンク映画監督（井筒和生）らが揃って出演した。特に『漫画エロジェニカ』でデビューしたばかりである女流エロ劇画家の山田双葉（当時明治大学文学部2年、明大漫研に所属する現役女子大生エロ劇画家）はマスコミの話題となり、同年12月に「11PM」に出演し「11PM大賞」を受賞した。1979年4月、当時のエロ劇画評論の集大成として、川本の評論をベースに、同人誌『迷宮』代表の米沢嘉博の編集で、『別冊新評 三流劇画の世界』（新評社）が刊行された（「三流」には「エロ」とルビが付く）。この頃がブームのピークである。
こうした潮流は、橋本治、梶井純、米沢嘉博、村上知彦、小野耕世、飯田耕一郎などと言った理論派の論客や、『奇想天外』や『宝島』などと言ったサブカルチャー雑誌をも巻き込んで展開された。「エロ劇画御三家」における評論や冒険的な編集姿勢は、『漫画バンバン』『漫画バクダン』『漫画ピラニア』『漫画カルメン』『漫画ハンター』『漫画スカット』『官能劇画』と言った競合他誌にも影響を与え、またその他のニューウェーブ系雑誌、例えば『Peke』『月刊コミックアゲイン』『漫金超』『本の雑誌』『漫画ラブ&ラブ』『映画エロス』『漫画エロス』『漫画ダイナミック』『マンガ宝島』『漫画ブリッコ』などの諸誌にも広がった。
しかし、「三流劇画ムーブメント」必ずしも「エロ劇画誌」ファンの支持を得られたわけではない。あくまでマニアやマスコミが主導するムーブメントであり、エロ劇画誌の本来の読者層（雑誌をエロ目的で買って読み捨てする労働者）の視点から見ると、なにより、実用性に不足があった。特に、三流劇画御三家の代表格であった『エロジェニカ』は、ダーティ・松本、清水おさむ、村祖俊一、中島史雄、という実力派を抱えているものの、一方で『ガロ』系の作家である川崎ゆきお（や蟻田邦夫）を主力に据えているなど、エロ雑誌としてどう考えてもおかしい編集方針を取っていた。川崎ゆきおは『エロジェニカ』読者に人気が高く、漫画マニアに注目されて話題となり、マスコミに取り上げられた結果、健康で文化的な生活を送る一般の若者にも注目され、雑誌の売り上げが上がったのは確かだが、それはそれとして、そんなにエロくなかった。（三流劇画ムーブメントの渦中においても、あくまでエロ劇画誌の絶対王者は『漫画エロトピア』であった点は注意が必要である。なお、同誌には当時、前田俊夫『タクシードライバー（地獄の戦鬼）』やかわぐちかいじ『猛者連ブギ』などが連載されており、労働者向けの過剰なエロと暴力のサービス精神という点で当時のエロ劇画の到達点と言えるが、それはそれでおかしかった。『猛者連ブギ』は、1979年当時のエロ劇画評論家の小中陽太郎は「一回読んだだけでは何のことかわからないが（中略）何やら不気味」と評しており、有識者からはやはり当時からそんな感じの評価だったもよう）
また、中小出版社のマイナー誌は誌風が特定の編集者の個性に依存するという面があり、たとえ人気誌であっても、編集者の異動や退社に伴い変調、あるいは廃刊に至る例も多かった。1979年に『アリス』の亀和田が退社、1980年には『大快楽』の小谷・菅野体制が崩壊、『アリス』が休刊、さらに『エロジェニカ』の出版社が倒産に至るなど、「三流劇画ムーブメント」は崩壊する。
なお、「三流劇画ミニマップ」の発表に際して、川本は「全国三流劇画共斗会ギ」のペンネームを使ったことから、「三流劇画ムーブメント」は当時の一部マスコミに「劇画全共闘」と呼称され、あたかも新左翼運動と関係があるように言われたが、実際は全く無関係である。『劇画アリス』編集長の亀和田武は1979年当時の『週刊新潮』の取材に対し、大学時代に人並みに運動をやって1年留年したことは認めたが、エロ劇画誌の編集者としてただでさえ警察に睨まれていることから、マスコミで新左翼と関わりがあるようなことを言われるのを嫌がっていた。当時『漫画エロジェニカ』編集長だった高取英の後年の回想によると、エロ劇画誌の関係者に元全共闘が多かったのは、単に世代のせいだろうとのこと。ただし「エロ劇画ブーム」と全共闘運動（の敗北）を関連付ける論考はいくつかあり、主要なものを挙げると、例えば漫画編集者の大塚英志は「これは言わば学生運動のような革命思想を三流劇画の世界に持ち込んだものだった」とと語り、漫画編集者の竹熊健太郎は「全共闘運動が敗北し、なすすべを失った青年男子は（中略）そういうドロドログチョグチョした時代のニーズがエロ劇画を生んだ」と語っている。

#### エロ劇画規制（1978年）
当時のエロ劇画のほとんどは強姦をテーマにしており、「強姦劇画」とも評された。特に、当時のエロ劇画の代表格だった石井隆の『天使のはらわた』は、文字にすれば「強姦劇画」としか形容しようがなく、当時の漫画評論家の中にもその評価をめぐって論争があった。襲われた女がやがて自分から腰を振り出す、という「和姦モノ」も存在したが（エロ漫画誌編集者の亀和田武曰く「男のキツーイ一発で女は変わる」、これが典型的な当時のエロ劇画の価値観である）、やはり凌辱的要素が強かった。
「エロ劇画御三家」は他誌と比べて必ずしもエロかったわけではなかったが、当時の人気テレビ番組の「11PM」に出演するなどマスコミにも露出が多かったことから警察に目を付けられ、1978年、「11PMで話題をよんだエロスの王者」（自称）こと『漫画エロジェニカ』（1978年11月号）がエロ劇画史上初の発禁を食らう。ニュースでも大きく取り上げられた『漫画エロジェニカ』の1978年12月号は『エロジェニカ』史上最高部数となる11万9千部が売れたが、今度摘発されたらやばいということで刷り直され、同誌でもエロいと評判だったダーティ・松本『堕天使たちの狂宴』（最終回）は白ヌキで大きな修正が入り、大事なシーンがほとんど真っ白になった。警察に目を付けられたことで版元の経営は次第に悪化した。

#### ブーム後期（1979年-1980年）
1979年に入っても、エロ劇画誌の人気は依然として高く、全部で約60誌、それぞれ4・5万部、毎月300万部は出ていたが、1970年代末にもなると読者は高齢化していた。1970年代当時、エロ劇画の主要な読者は10後半から20代の若者である、というのが業界で一般的な見方だったが、当時のエロ劇画評論家の権藤晋によると、1979年当時、読者層は27,8歳から40歳までが圧倒的で、彼らは給料日にエロ劇画誌を5冊10冊と大人買いしていたという。
『エロジェニカ』の摘発はやはり各誌を震え上がらせたようで、1979年になると、『猛者連ブギ』（原作・滝沢解/作画・かわぐちかいじ）で意味不明なくらいのエロと暴力をやってる「二流劇画誌」の『漫画エロトピア』を除くと、「三流劇画誌」に暴力性の高いエロ劇画は少なくなっていた。性抜きの暴力は読者に支持されないので、暴力漫画はなくなり、代わりにギャンブル漫画が増え始めていることを、評論家の小中陽太郎は『スーパーコミック』誌（芸文社、「麻雀ギャンブル&エロス」と副題がある）などを例に挙げて報告している（なお、小中も劇画誌の読者として、やはりこの手の三流劇画誌を読んでいるのは学生ではなく、若い独身のサラリーマンや労働者ではないか、と推測している）。
1977年頃より夥しい数のギャンブル漫画雑誌・麻雀漫画専門誌が創刊されたが、当時は三流エロ劇画以下のゴミみたいな漫画しかなく、『猛者連ブギ』のようなエロ劇画を描いていたかわぐちかいじすら、『近代麻雀オリジナル』編集長の尾沢裕司（尾沢工房、『スーパーヅガン』の「オザワ竹書坊」のモデル）に明大漫研のツテで執筆を依頼された時に描くのを嫌がったほどだった。しかし、これらの麻雀漫画誌の中で頭一つ抜け出すのが、1977年より麻雀漫画に進出した竹書房で、衰退するエロ劇画界からかわぐちや能條純一と言った有能な人材を引き抜く形で重用することで麻雀漫画のレベルを引き上げて行く。1980年当時の『エロトピア』の主力作家の一人であったかわぐちは、1981年より『近代麻雀オリジナル』で連載された『プロ』がヒットし、これをきっかけに麻雀漫画誌、そして青年誌へと進出する。

### 衰退（1980年代）

#### ロリコン劇画誌の乱立（1980年年代前半）
1978年、『アニメージュ』（徳間書店）が創刊。アニメブームに伴い、大手出版社がアニメ雑誌に参入した最初の例となる。この頃から次第に漫画界に変化が生じ始める。アニメ世代の増加とともにロリコン漫画が台頭した。この時代に合わせて登場したのが、エロ劇画の作風で描かれたロリコン漫画、いわゆる「ロリコン劇画（ロリコンエロ劇画）」である。
もともと1970年代後半より、「美少女もの」は「人妻もの」などと並ぶエロ劇画の人気ジャンルとなりつつあり、セクシーギャルの描写に秀でた能條純一などの他、中島史雄や村祖俊一のように「少女」を得意とする作家の人気が出始めていた。元々はガチガチのエロ劇画家であった中島や村祖に美少女物を描くように最初に依頼したのは、1977年当時の『漫画エロジェニカ』編集長の高取英で、中小のエロ劇画誌は大手の『エロトピア』のように高い発行部数と高い原稿料を背景として実力派のエロ劇画家を多く抱えることができないので、企画力で勝負しないといけないという事情があった。そのため、『エロジェニカ』は読者対象を高校生・浪人生・大学生などの若者に絞り、当時の若者に人気のあったニューウェーブ漫画家の起用に加えて、当時の若者に人気のアイドルをイメージした少女のエロ劇画を描くように劇画家に依頼したところ、これが当たった。
この流れには他のエロ劇画御三家も追随しており、1979年には『漫画大快楽』で三条友美がデビューしている。「少女もの」に関しては、1980年当時、特に野口正之と中島史雄の人気が高く、特集号も何冊か出ている。この時期には谷口敬や沢木あかねなどのように、ロリコン漫画にかなり画風が近い作家もデビューしており、彼らはエロ劇画からロリコン漫画に割とすんなり移行している。
ロリコンブームにいち早く適応したのが『漫画エロジェニカ』で、1980年にはロリコン劇画だけを集めた漫画エロジェニカ増刊『漫画エロリータ』が刊行された。これに続いて1980年代前半にはロリコン劇画誌が大量に創刊された。しかし、ロリコンブーム時代においては、もはやエロ劇画の画風では10代後半から20代前半（1980年当時）のアニメ世代の支持は得られなかった。『漫画エロジェニカ』および『漫画エロリータ』は版元である海潮社の倒産に伴い1980年6月号をもって廃刊した。また、1981年に創刊された、最初のロリコン雑誌と称される可能性があった『ヤングKISS』も、「ロリコン漫画家」としての野口正之を看板に据えながらも誌面が迷走し1982年に休刊するなど、1980年-1982年当時のエロ漫画業界は、エロ劇画からロリコン漫画へとつながる時代の流れを見極められなかった。
1980年当時、「ロリコン漫画」はごく少数のアニメ世代（後に「オタク」と呼ばれる）向けのニッチで、コミケの同人誌やアニメ雑誌などを主とするごく小さなムーブメントであり、「ロリコン劇画」の勢いと比較するまでもなかったが、1982年創刊の『レモンピープル』は生き残り、ロリコン漫画の流れを確立した（そのため、『レモンピープル』が最初のロリコン漫画誌とされる）。これに続いて「ロリコン漫画誌」が次々と創刊。アニメ世代の増加とロリコン漫画の勢いの拡大に伴い、次第にロリコン劇画は圧倒されて行き、当時乱立した「ロリコン劇画誌」は、ほとんどは創刊後すぐに潰れてしまった。
時代を見た野口正之は1980年代に入ると絵柄をアニメ風に変え、名前も「内山亜紀」と変えてしまった。中島史雄もエロ劇画の絵柄を捨て、ロリコン漫画家となった。
この時期の「ロリコン劇画誌」は、なんせブームと言って大量に創刊されたものだから、沖圭一郎など人妻物を得意とする作家にロリコン劇画を描かせたり、「ロリコン劇画誌」なのに堂々と人妻物が載っていたりする（タイトルに「幼な妻」と付けてごまかしたりしているが、いつもの人妻である。ひどいのだと、いつもの人妻が「女子高生」という設定でセーラー服を着ている）。
なお、この頃からしばらく、エロ漫画の主流が「エロ劇画」から「ロリコン漫画」への過渡期となり、同時期のエロ漫画誌には「エロ劇画」と「ロリコン漫画」が混在している物がある。内山亜紀などのトップクリエーターは雑誌に応じて作風を使い分けることができた。同一のクリエーターとは思えないほど、絵柄もストーリーも全く違う。
中島史雄は、エロ劇画から早々に絵柄を変えて、ロリコン漫画の先導者となったが、実際は夫人のアドバイスを聞いたりして、絵柄を変えるのにかなり苦労したらしい。内山亜紀は、元々は吾妻ひでお風のあっさりした画風だったので、当時の主流だったエロ劇画に合わせるのに逆に苦労していたらしい。沖圭一郎は、元はとみ新蔵のアシスタント出身で、とみ新蔵そっくりの絵柄から官能劇画家として独立して人妻物の名手とされるまでに相当な苦労をしたらしいが、ロリコン漫画/美少女漫画には移行せず、そのまま1990年代までエロ劇画に残留した。能條純一は、元々「ギャル」の描写を得意としたが、麻雀漫画『哭きの竜』（1985年）のヒットにより、逆に「男」の描写を要求される作家となった（能條のエロ劇画時代の作品は封印されているが、1987年刊行の短編集『北家の獅子』などにその名残がみられる）。
この頃より、エロ劇画誌は先進的な企画力を失い、才能あるエロ劇画家は、エロロリコン漫画誌、エロくないロリコン漫画誌（『アニメージュ』系の『プチアップルパイ』など）、ヤング誌（『週刊ヤングマガジン』が1980年に創刊）、麻雀漫画誌などに移行して行った。エロ劇画誌は次第に保守化していく。

#### ブーム末期（1980年代前半）
1980年以降もエロ劇画誌が大量に創刊されたが、短命に終わったものが多い。内容も陳腐化していた。1980年には日本PTA全国協議会によって有害図書自販機販売規制法の請願が行われ、エロ本自販機の撤去の動きが全国で始まったことも、販路の一部を自販機に頼っていたエロ劇画誌にとっては痛手となった。
1982年には史上初のロリコン漫画雑誌（美少女漫画雑誌）とされる『レモンピープル』が創刊。1983年にはエロ劇画誌『漫画ブリッコ』がロリコン漫画誌にリニューアル。この「2大ロリコン漫画誌」に続き、1980年代半ば以降、『ハーフリータ』や『ペンギンクラブ』など美少女漫画誌が多数創刊され、あっと言う間に類似誌が数を増やし、エロ劇画誌の元々の市場であった若年層の読者を奪っていった。勃興当初のロリコン漫画誌は、同人から吸い上げた若い作家に加え、「レモンセックス派」と呼ばれた中島史雄などの可憐な美少女を描くエロ劇画家を吸い上げる形で成立していたが、美少女漫画界の拡大に伴い、次第にエロ劇画出身者は少なくなっていく。
1983年、『漫画ローレンス』（綜合図書）が創刊される。「ロリコン漫画」に傾く時代の流れを意識したかのように、創刊号（1983年12月号）のキャッチコピーは「いまなぜ、人妻なのか!」。「エロ劇画ブーム」期に創刊された主要なエロ劇画誌の中では最後発に近いが、「エロ劇画ブーム」全盛期におけるエロ劇画誌の革新的な紙面とは方向性が全く違う、創刊時点で価値観が固定されマンネリの極致と化した誌面には固定読者が付き、2010年代に至るまで「エロ劇画誌」を代表する雑誌として存続した。間宮青児（間宮聖士）や城野晃など、創刊号より数十年にわたって漫画を掲載し続け人気を博した作家も多いが、もうタイトルを見ただけで内容が解る、数年前の作品を再録されても気が付かずに普通に読んでしまうほどのマンネリであることから、漫画史においてその作品は無視されている。21世紀まで存続した老舗としては、『漫画プラザ』（蒼竜社、1976年創刊、2018年休刊）にしても、ほぼ同様の路線を取るが、特筆すべき作家として、白鳥泉（白鳥いづみ、矢崎透)は時代に合わせてロリコン漫画を取り入れようとしている（しかも、エロ劇画とロリコン漫画の狭間の絵柄でありながら「女装少年」を扱っており、当時のエロ漫画の全体を見てもかなり先駆的だった。1990年代まで単行本も出ており、人気があった模様。しかし「女装少年」の先駆者ながら少年誌にまで進出を果たした雨宮淳と違い、矢崎透はのちに完全にエロ劇画に取り込まれ、平成時代には『漫画プラザ』の主力の一人として『調教千一夜』で知られるが、単行本は出なくなった）。
この時期のエロ劇画誌は、30代以上（1980年代前半当時）を想定読者とした安定の作家と安定の内容でメインを固めつつある一方で、時代の影響を受けた「ニューウェーブ」的な作家の漫画もまだ多く載っており、例えば戸崎まこと、早見純、ゴブリン森口などを擁する『漫画スキャンティ』（光彩書房、1983年創刊）や、創刊号から蛭子能収、平口広美、ひさうちみちおの対談（しかも写真付き。若い頃の蛭子さんの写真はレア）が載っている『漫画パーキング』（蒼竜社、1983年創刊）など、後世のサブカルマニアに注目されるような毛色の違う作品も載っていることが知られている。エロ劇画がメインの中に「ロリコン漫画」「美少女漫画」が混在した雑誌もまだあり、創刊号に森山塔を擁した『漫画エロトラブ』（蒼竜社、1984年創刊）も、その一つである。

#### アダルトアニメへの展開（1984年）
1980年代に入るとビデオ機の普及によりOVAが登場し、アダルトアニメも登場する。
1984年にワンダーキッズより、「ロリコン劇画」として人気の高かった中島史雄の作品が「ロリータアニメ」シリーズとしてOVA化され、1984年2月、その第1弾として世界初のアダルトOVA『ロリータアニメ 雪の紅化粧/少女薔薇刑』が発売された。しかし、ストーリーもキャラデザも1978年頃のエロ劇画ブーム最盛期の代物で、ロリコンブーム最盛期である1984年当時のアニメファンにはやはり全く刺さらず、商業的に失敗した。そのため、「ロリータアニメ」シリーズは第3弾『仔猫ちゃんのいる店』よりキャラデザを全く変え、「アニメ絵」となった。
また、同時期にはオレンジビデオハウスもエロ劇画を原作としたアダルトOVA「スーパーアダルトアニメ」シリーズを展開しているが、第1弾『青い体験』（原作・羽中ルイ）以下、当時のアニメファンにはやはり全く刺さらず、打ち切られ、同社のOVAは『直子のトロピックエンジェル 〜漂流〜』より同じく絵柄が「アニメ絵」となった。同社のOVAは、1985年よりリリースされた『ドリームハンター麗夢』シリーズが爆発的なヒットとなり、アニメ世代においては、もはや「エロ劇画」は流行らないのは明白となった。
1984年より『漫画エロトピア』で連載された前田俊夫『うろつき童子』が大ヒット。これに劇場版『宇宙戦艦ヤマト』（1977年）をヒットさせた西崎義展プロデューサーが注目し、1987年にはOVA化された。豪華なスタッフ（ほとんど匿名だったが、当時のアニメファンなら大体わかった）を投入してコストをかけて製作された結果、高いクオリティの「アダルトSF伝奇アニメ」としてこちらも大ヒットした。また海外でも大ヒットし、「HENTAIアニメ」の代表格として世界的に知られるようになった。（ただし、アニメと原作では絵柄がかなり違うので、アニメから入った人はびっくりする。アニメのヒットに伴い、これ以後の前田はアニメ寄りの絵柄を要求される場合が増えた）

#### 森山塔のデビュー（1984年）
当時のエロ劇画は、内容がマンネリ化して古臭い絵柄となりつつも、同人上がりの10代から20代のほぼ素人が描いているロリコン漫画と比べて「リアルでエロい」というこれ以上ない実用上の利点があり、1980年代前半の時点では勢いはまだまだ大きかった。急激に勢いを増しつつあるロリコン漫画とは、ある意味で「住み分け」ができていたが、アニメ系の絵柄ながら革新的にエロい漫画を描く森山塔（山本直樹）のデビュー（1984年）が契機となった。
劇画誌『漫画エロトラブ』（蒼竜社）に1985年より連載された、森山塔の『とらわれペンギン』は、とてもリアルでエロかった。1970年の若者にとっては、劇画こそがリアルで、ゆえにエロだったが、1986年の若者にとっては、森山塔の美少女こそがリアルで、ゆえにエロだった。1986年に辰巳出版（蒼竜社の親会社）から発売された単行本は半年で10万部、1年で20万部を売り上げ、これを受けた辰巳出版は1986年に森山塔を看板として美少女漫画誌『ペンギンクラブ』を創刊した（ちなみに、エロ劇画誌の伝統にのっとり、単行本の発売前に『エロトラブ』増刊として『とらわれペンギン』の特集号が1986年に出ている）。
1986年以前の美少女漫画は、エロ漫画としてはあくまでオタク向けのニッチだと思われていたが、1987年にもなると、森山塔などの美少女漫画のエッチな単行本なら十数万部は確実だと分かったので、各社とも美少女漫画の方に本腰を入れるようになった。1986年から1988年ごろにかけて美少女漫画誌が大量に創刊されるに至り、美少女漫画こそがエロ漫画の主流となった。
「森山塔を輩出した」という点でのみ漫画史に足跡を残した劇画誌『漫画エロトラブ』は、その後は普通にエロ劇画誌として存続し、特筆することもないまま2001年に休刊した。

#### 市場崩壊（1986年）
1986年頃からエロ劇画が一気に衰退した原因としては、森山塔を筆頭とする美少女漫画の隆盛に加えて、ビデオ機の普及によるアダルトビデオ（AV）の普及が挙げられる。当時のエロ劇画は、劇画という「表現」としてではなく、「ポルノ」として、つまり写真や映像の代替品として主に消費されていたことから、自宅のテレビの中で劇画よりもリアルなAVには太刀打ちできず、読者を急激に減らしていった。一方、美少女漫画は、もとより写真や映像の代替品であろうとはしていなかったことから、全く影響を受けず、逆に時流に乗って勢いを増していった。
エロ劇画誌の草創期からブーム終焉期まで、エロ劇画誌の代表として存続してきた『漫画エロトピア』は、1986年11月号（本号より月2回刊から月刊誌に）をもって表紙を横山明のエアブラシ絵から遊人の「アニメ絵」に切り替え、美少女漫画誌にリニューアルした。リニューアル直後こそ能條純一『天の男』や和気一作『今日からは微熱人』などを主力とし、まだエロ劇画の色が濃かったが、やがてMEE（『燃えよ鉄人』）、遊人、前田俊夫を看板作家として、大地翔や多田一夫などが脇を固める美少女漫画誌への移行に成功した。『うろつき童子』のヒットにより同誌のリニューアル以降も看板作家の一人となった前田俊夫は、エロ劇画ブーム以前からのベテランで、同誌の執筆陣の中では「濃い」絵柄ではあったが、エロ抜きで画力は非常に高く、またその高い画力で雑誌の要望に応じて美少女キャラを描くことが可能であり、エロ劇画の範疇に留まらないファンを海外にまで獲得し、その後も同誌で『アドベンチャーKiD』（1988年、1992年にOVA化）などのヒットを飛ばす。
「ロリコンブーム」自体は1980年代中ごろには落ち着くが、漫画界における「アニメ絵」「美少女」の流れはいかんともしがたく、1980年代末においては「一昔前の劇画の絵とかって、なんかウットーしい」「スマートでカッチョいい『アニメ絵』」というのが当然の認識となった。特に1986年より『エロトピア』誌の看板となった遊人のインパクトは大きかったようで、同誌や『エロトピアデラックス』で活躍した大島岳詩や山田のら（やまだのら）など、この時期に「美少女」に転進した中堅エロ劇画家は多い（彼らは当時30歳前後で、ほんの数年の生まれの差で「アニメ世代」「オタク世代」と「劇画世代」が分かたれるが、軌道修正は可能であった）。前田俊夫のアシスタントを経てこの時期にエロ劇画家デビューしたゴブリン森口も、当初は師匠譲りのスプラッタ色の強いヘビィメタル漫画を執筆していたが、ほどなく美少女漫画家となった。当時の中堅エロ漫画家の単行本は、やはり作風が混在している例が多く、例えばちょうど過渡期にあたる、やまだのら『くちびる女高生』は、表紙は「アニメ絵」の美少女なのに中身はのっけからガチのエロ劇画で読者はガッカリする（ちなみに1990年代後半の美少女漫画から萌え漫画への過渡期にも、こういう表紙詐欺とも言えるガッカリ例はよくあった）。
一方で、あくまで「エロ劇画」に固執する人や、別方面に転進する人もいた。この時期はスプラッターブームというのもあり、丸尾末広や早見純など、後世のサブカルマニアに支持される猟奇的な作品がエロ劇画誌で多く発表されている（スプラッターブーム自体は1980年公開の映画『13日の金曜日』に始まるが、1980年代後半はビデオ機の普及により、みんなビデオを借りるか買うかして家で見るようになり、ブームが拡大した。アニメファンの拡大やAVの普及など、ビデオ機の普及がエロ劇画の衰退に及ぼしたマイナスの影響は大きいものの、ビデオ機の普及が「表現」の発展という面でエロ劇画に及ぼしたプラスの影響も無視できない）。
『漫画ブリッコ』編集長の大塚英志によると、1986年には既にエロ劇画市場は崩壊していた。

#### 人材流出（1980年代後半）
エロ劇画家の転職先として、1980年代中ごろよりブームとなったレディースコミックがある。当初はややソフトなムード的なセックス描写に止まっていたが、次第に過激になった。市場の拡大に伴い、男性エロ劇画家が女性の名義で執筆していた。したがって、その作風的にはエロ劇画誌の匂いが強い例もある。読者層としてはエロ劇画誌とは異なっていたから、市場の取り合いという意味ではそれほど影響はなかったようである。また、ホラー漫画誌やお色気漫画誌など、当時は漫画のジャンルの細分化が進み、また景気も良くて、様々なジャンルの漫画誌が創刊されていた時代であるから、それらで活躍した人もいた。
沖圭一郎は、1980年代後半には『ホリディCOMIC』などで活躍した物の、1990年代に入るとパチンコ漫画に転進した（劇画のような豪快な人柄で人気があったが、2007年に急逝）。出井州忍（鬼童譲二、谷間夢路）に至っては、ロリコン漫画、少年漫画、釣り漫画、レディコミ、ホラー漫画、とあらゆるジャンルに進出し、ポプラ社の児童書『ハチャメチャ探偵帳』の挿絵まで手掛けている（エロ劇画時代から山上たつひこ風の艶笑漫画も描けるなど、もともと作風の広さで知られたが、1980年後半より「谷間夢路」の名義で『パンドラ』や『ハロウィン』などの少女ホラー誌で活躍。少女漫画風のキャラとガチのスプラッターが同居したとても恐ろしい漫画で小学生女子の読者にトラウマを植え付けた）。
エロ劇画界からの人材流出が続いた。『天使のはらわた 赤い眩暈』（1988年）で映画監督デビューした石井隆はエロ劇画を廃業し、映画監督になった（エロ劇画家当時は見下されていたことから、監督になった後はエロ劇画の話をされるのを嫌がっていた）。1979年に『漫画エロジェニカ』で「女子大生エロ劇画家」として颯爽とデビューした山田双葉は、レディコミでしばらく活動した後、1985年に山田詠美名義の『ベッドタイムアイズ』（河出書房新社）で文藝賞を受賞し作家デビュー。『劇画アリス』で1979年にデビューした田口智朗は、画力はそこそこながらそのパンクな勢いで人気があり、当時は特集号も発売されたほどだが、1983年にパンクバンド「ガガーリン」を結成。1990年代まで漫画も断続的に発表されている物の、ミュージシャンや俳優としての活動が主となった。
若者にとって、劇画の絵柄はリアルどころか次第にギャグ漫画の絵柄と同然の扱いになっていく。山本直樹を擁する『ビッグコミックスピリッツ』で1989年より連載された相原コージ・竹熊健太郎『サルでも描けるまんが教室』が好例である（「漫画の描き方のハウツー本」という体裁のギャグマンガとして、エロ劇画を含む当時の漫画をさんざんにパロディした。本書は当時の漫画批評としても重要な文献である）。1990年より『少年キャプテン』で連載された山浦章『オタクの用心棒』も、時代劇画のパロディでオタクあるあるネタを詰め込んだギャグマンガであった（山浦は、2000年代には劇画の絵柄で当時の最新のアニメのエロパロ同人誌を作っていたが、この辺になると本気なのかギャグなのか解らなくなる）。
衰退期に入ったエロ劇画誌は、1980年代末から1990年代にかけて、エロを激しくすることで、「美少女」に移行できない旧世代の三流劇画難民を取り込む方針を取った。
この頃より、「エロ劇画」は漫画史の表舞台から姿を消す（ただし、この頃よりエロ劇画は「読み捨て」となり、単行本がまともに出なくなることから、まだあまり研究が進んでいないだけで、後世に「再発見」「発掘」される可能性がある点には留意されたい。特に、エロ漫画史家である米沢嘉博が大著『戦後エロマンガ史』執筆中の2006年に死去し、未完となったことが研究の大きな痛手となっている）。

#### エロ劇画と言えば「人妻もの」に（1990年）
「ロリコン劇画」を描いていたエロ劇画家のうち、美少女を描けるエロ劇画家は美少女漫画に転進し、一方でエロ劇画に残った羽中ルイなどは本格的に人妻ものに移行した（羽中ルイはロリコンブーム時に人気があったのは確かだが、「レモンセックス派」と比べると人妻がセーラー服を着た方に近かった）。また、少女を狙った犯罪である東京・埼玉連続幼女誘拐殺人事件（1988年-1989年）の余波でロリコンバッシングがきつくなったのもあり、1990年頃にはエロ劇画誌からロリコン劇画は消えてしまった。エロ劇画と言えば人妻もの、という図式がこの頃に確立する。

### その後

#### 古典的「美少女漫画」の終焉（1990年代）
エロ劇画を置き替える形で隆盛した1980年代の最新の文化である「美少女漫画」は、同人から吸い上げられたアニメおたくの漫画家が主に主導したが、一方でエロ劇画からの転生組も多かった。いずれにしても、1990年代に隆盛した「萌え漫画」と比較すると十分古臭いもので、ある意味エロ劇画と区別がつかないものもある。
この時期のエロ漫画誌の展開例として、『ホリディCOMIC』（大洋図書）を挙げる。『ホリディCOMIC』は1985年12月創刊で、創刊号の表紙はひろもりしのぶ。執筆陣に森山塔や内山亜紀を擁し、当時の美少女ブームを当て込んで創刊されたことが解るが、一方で沖圭一郎、ダーティ・松本、三条友美などのブ厚いエロ劇画陣を擁しており、1986年に早くも表紙がエロ劇画特有のエアブラシ絵となり、純然たるエロ劇画誌となった。1991年に表紙が再びアニメ絵になり、1993年には沖圭一郎やケン月影などの中堅エロ劇画勢がいなくなり、やがてほとんど美少女漫画誌になった。このように美少女漫画とエロ劇画の狭間で編集方針がブレまくりながらゼロ年代まで存続したが、2001年に休刊した。本誌がほとんど美少女漫画誌となった後も、エロ劇画陣のダーティ・松本と三条友美だけは後期まで掲載され、しかもトップ扱いとなっていたことから、「エロ劇画」と「美少女漫画」は完全な分断があるわけではなく、また1990年代後半に古典的「美少女漫画」の命脈が尽きる時期まで、「美少女漫画」の読者層と「エロ劇画」の読者層は一部かぶっていたことが解る。
1986年より美少女漫画誌への鞍替えに成功した『漫画エロトピア』にしても、そもそも看板作家が前田俊夫である点から見ても、まだまだ劇画の色が濃く、例えば『YOUNG HiP』（1990年創刊、『エロトピア』の姉妹誌）の看板作家であった井荻寿一や『コミックライジン』（1993年創刊、漫画エロトピア増刊、『COMIC快楽天』の前身）の看板作家であった陽気婢などとは比べるまでもなく古かった。
なお、『漫画エロトピア』は、1990年の「有害コミック騒動」も無事乗り越え、その後も主要エロ漫画誌として存続。『エロトピア』末期の表紙担当はクリーチャーデザインで知られる韮沢靖で（紙岡編集長の飲み友達とのこと）、1999年2月号ではスペシャルゲストとして『パタリロ!』の魔夜峰央とレディコミの女王・矢萩貴子を招聘するなど、微妙に古臭い紙面を維持しながらも、あえてマンネリに堕すことで生き残りを図った他の老舗エロ劇画誌とは違って最期までニューウェーブ精神を失わなかった。
『エロトピア』誌は1999年6月号よりリニューアル。ヤング誌よろしくグラビアを表紙にし、ふくしま政美の新連載『暴乳拳』（原作・竹熊健太郎、1999年8月号-2000年1月号）、葉月つや子や正山小種（南川恵）などJUNE系/レディコミ作家の起用、と言った正しくニューウェーブ的な施策を行うも、紙岡英明編集長の努力も空しく、売り上げには結びつかず。既にハイエンド系の象徴・村田蓮爾を擁する漫画エロトピア増刊『COMIC快楽天』にエロ漫画の先導者としての地位を譲っており、2000年4月号をもって休刊した。『エロトピア』最後の編集長となった紙岡は2009年に死去した。

#### ネオ劇画ムーブメント（1990年代-2000年代）
1980年代まではアニメ風のあっさりした描線が特徴だったロリコン漫画（あるいは美少女漫画）も、1990年代以降はエロ劇画をその中に取り込んだとも言える「濃い」描写の作品が見られるようになった。他方、「健全」な一般青年漫画も1990年代以降は性的描写がタブーではなくなり、この方向でもエロ劇画との境界は不明瞭になっている。
1990年代には、エロ劇画の再評価の動きがみられた。特に1998年にシュベール文庫から刊行されたケン月影の「時代劇」シリーズは、全11巻が刊行される人気シリーズとなった。ケン月影は2003年より「プレイコミック」誌に登場し、「艶色時代劇画」で表紙を飾る看板作家にまでなった。なお、『プレイコミック』や『漫画アクション』といったかつての「一流劇画誌」は、この頃には誌勢が落ちており、ケン月影や八月薫などの「艶色劇画」を推すことで生き残りを図っていた。『プレイコミック』は2014年に休刊した。
美少女漫画の方面からは、あくまで美少女漫画をベースとしながら作風も画風もエロ劇画に近いところまで踏み込み、「鬼畜凌辱系」「ネオ劇画」などと呼ばれるサブジャンルも登場した。1990年代においては伊駒一平、鬼ノ仁などが代表的な作家である。
サブカル方面からは、早見純が「発掘」され、2000年には傑作集『ラヴレター・フロム彼方』（太田出版）が刊行された。当時漫画家を引退していた早見純は、2000年に再デビューした。また、「劇画肉弾頭」ことふくしま政美も「発掘」され、『月刊アフタヌーン』（2005年5月号）に『超市民F』を発表した。

#### 現在
エロ劇画誌はその後も、1980年代当時の30代から40代の中年世代を主な読者として（時代が下るごとに年齢層はそのまま持ち上がる）、マンネリ化した内容を保ったまま存続している。この手の雑誌における特異なジャンルとしては、熟女あるいは人妻もの、時代物、任侠もの、それにギャンブルものがある。それらにエロシーンをからませたものがこの分野の主流である。
雑誌の数は減って行っている。2023年現在、『漫画ボン』（1969年創刊、2019年休刊）の系譜を継ぐ『漫画ボンジュール』、『漫画ローレンス』（1983年創刊、2020年休刊）の系譜を継ぐ『実話ローレンス』などが現存する。

## 主な作家
1970年代から1980年代にかけての代表的なエロ劇画家としては、石井隆、ダーティ松本、北哲矢、村祖俊一、あがた有為、中島史雄、土屋慎吾、羽中ルイ、宮西計三、榊まさる、沢田竜治、三条友美、清水おさむ、玄海つとむ、小多魔若史、飯田耕一郎などが挙げられる。
また、エロ劇画誌に掲載された艶笑漫画（エロよりもギャグに割り振った、下品な漫画）の作家としては、山松ゆうきちや蟻田邦夫などが挙げられる。蟻田邦夫は1970年代中ごろの『ガロ』に安部慎一のような抒情的な作品を発表しながら、『漫画エロジェニカ』で突如山上たつひこのパチモノようなギャグマンガを描き始めた、振れ幅の大きい当時は謎の作家だったが、後にイラストレーターとしてデビューした子供のwatabokuのtwitterによると、結局筆を折って故郷に帰って家業を継ぎ、『ガロ』以外の原稿はすべて処分してしまったという。1974年より少年チャンピオンに連載された山上たつひこ『がきデカ』は、当時社会現象となっていたこともあり、1970年代中ごろにおいては『がきデカ』の影響下にある艶笑漫画が多かったが、1970年代末になるとニューウェーブの影響が濃いシュールな艶笑漫画も多くなる。
一方、1970年代末の「三流劇画ムーブメント」においては、「エロ劇画誌」の本分を逸脱した編集方針により、エロ劇画ではない作品もエロ劇画誌に多数掲載された。例えば、吾妻ひでお、いしかわじゅん、諸星大二郎などと言ったメジャー誌でも活躍する作家や、芸術性が高いばかりに一般誌には受け入れられないニューウェーブと呼ばれた若手作家たち（ひさうちみちお、蛭子能収、宮西計三、安部慎一、鈴木翁二、平口広美、田口智朗、奥平イラ、まついなつき、高野文子、近藤ようこ、柴門ふみ、坂口尚、いがらしみきお、吉田光彦、さべあのま、山田双葉=山田詠美、峰岸ひろみなど）に実験的な作品発表の場が提供された。「エロ劇画誌」にこれらの作家による名作が掲載されていた1979年頃までは「エロ劇画ルネッサンス」とも呼ばれる。

## 評価
米沢嘉博はエロ劇画誌ブームの意図と経緯について次のように回想している。

## 関連文献
- プレイガイドジャーナル社『プレイガイドジャーナル』1978年8月号
  - 亀和田武＋高取英＋川本耕次＋迷宮'78編集部「座談会：三流劇画バトルロイヤル」
- 飯田耕一郎・亀和田武・有川優『マンガは世界三段跳び』1980年 本の雑誌社
  - 亀和田武「闘争的三流劇画論」
- 川本耕次『ポルノ雑誌の昭和史』2011年 筑摩書房
- 村上知彦・高取英・米沢嘉博『マンガ伝』1987年 平凡社
- 亀和田武『雑誌に育てられた少年』2018年 左右社